# Fulleritermes
Fulleritermes es un género de termitas  perteneciente a la familia Termitidae que tiene las siguientes especies:

## Especies
1. Fulleritermes coatoni
2. Fulleritermes contractus
3. Fulleritermes mallyi
4. Fulleritermes tenebricus